# Населено място
Населено място е исторически и функционално обособена територия, определена с наличието на постоянно живеещо население. Според българското законодателство, тя е определена едновременно с това и с наличието на строителни граници или землищни и строителни граници и необходимата социална и инженерна инфраструктура. 

## Територия и име на населено място
Територия на населеното място е селищната територия, определена от строителните му граници, и извънселищната територия, определена от границите на землището. 
Наименуването на новосъздавано населено място, както и промяната на името на съществуващо такова се извършва с указ на президента на Република България.

## Видове населени места
Населените места са градове и села. Те подлежат на регистрация в Единния класификатор на административно-териториалните и териториални единици (ЕКАТТЕ).
Без това да произтича от закон, по силата на решение на МС за утвърждаване на съдържанието на ЕКАТТЕ, и конкретни манастири са вписани в класификатора със статута на населени места.
По данни в ЕКАТТЕ, въз основа на записите в „Служебен документ за създаване на населените места“ от 1878 г. манастири – населени места първоначално са Бачковският манастир, Клисурският манастир (община Вършец), Преображенският манастир, Рилският манастир и Троянският манастир. След присъединяването впоследствие на част от тях към други населени места, само Клисурският манастир и Рилският манастир остават със статут на населени места и само те фигурират като такива в ЕКАТТЕ.

## Села
Съществувалите при влизането в сила на 14 юли 1995 г. на Закона за административно-териториалното устройство на Република България населени места от вида на махали, колиби, гари, минни и промишлени селища придобиват статут на села след влизането му в сила .